# Nihoa variata
Nihoa variata is een spinnensoort uit de familie Barychelidae. De soort komt voor in Nieuw-Guinea.